# Victor Dombrovski
Victor Dombrovski, nume scris uneori și Victor Dombrovschi, (n. 30 mai 1887, Curtești, România – d. 1969, București, România) a fost un general de armată român, de etnie polonă, care a deținut funcția de primar general al Bucureștiului în două rânduri: în perioada septembrie 1938 - septembrie 1940 și în perioada august 1944 - iunie 1948.

## Biografie
S-a născut la 30 mai 1887 la Curtești, județul Botoșani. A urmat Școala de Ofițeri de Infanterie și Cavalerie (1906 - 1908) și Școala Specială de Cavalerie (1910 - 1911). Stagiu de pregătire în Regimentul 2 Cavalerie din Galiția (1914).
Grade
- sublocotenent - 1908,
- locotenent - 1911,
- căpitan - 1916,
- maior - septembrie 1917,
- locotenent colonel - 1923,
- colonel - 1932,

A fost înaintat pe 31 martie 1938 la gradul de general de brigadă.
A fost trecut în retragere prin decretul-lege nr. 3.094 din 9 septembrie 1940 al generalului Ion Antonescu, Conducătorul Statului Român și președinte al Consiliului de Miniștri, împreună cu mai mulți generali considerați a fi apropiați fostului rege Carol al II-lea și acuzați că, în calitate de înalți comandanți militari, s-ar fi comportat necorespunzător în împrejurările dramatice din vara anului 1940. Decretul-lege prevedea scoaterea mai multor generali din cadrele active ale armatei cu următoarea justificare: „având în vedere că următorii ofițeri generali au săvârșit acte grave de incapacitate, demoralizând prin fapta lor prestigiul oștirii și elementarele comandamente ale răspunderii de ostaș. Având în vedere că prin lingușiri și metode incompatibile cu demnitatea de ostaș au ocupat înalte comandamente, încurajând apoi neseriozitatea și lipsa demnității ofițerești; Având în vedere că prin incapacitatea acestor ofițeri generali s'a ajuns la decăderea oștirii și la acte grave prin pierderea granițelor; Socotind că Națiunea trebue să primească exemplul datoriei și al răspunderii prin sancționarea celor care s'au făcut vinovați de aceste abateri”.
Efectele decretului-lege au fost anulate la 1 septembrie 1944, iar generalul Dombrovschi a fost reintegrat în drepturi începând cu data trecerii sale în retragere. El a fost apoi trecut în rezervă, în aceeași zi, pentru limită de vârstă, începând cu data de 12 iunie 1944.
Generalul Dombrovschi a fost numit la 1 septembrie 1944 în funcția de primar general și prefect al Poliției municipiului București, cumulând ambele funcții doar până a doua zi, când, printr-un alt decret, a fost numit din nou în funcția de primar general al Bucureștilor, fără a mai primi de această dată și însărcinarea de prefect al poliției. A fost înaintat apoi pe 9 septembrie 1944 la gradul de general de divizie în rezervă, cu începere de pe data de 1 iulie 1944.
- activat - 1944,
- general de corp de armată - 1947,
- în rezervă - februarie 1948.

## Funcții deținute
- iulie - octombrie 1908 - comandant de pluton în Regimentul 2 Roșiori,
- 1908 - 1910, 1911 - 1916 - Regimentul 8 Roșiori,
- 1916 - 1917 - comandant de escadron în Regimentul 8 Roșiori,
- septembrie 1917 - iunie 1918 - comandant Escadron școală din Regimentul 8 Roșiori,
- iunie 1918 - martie 1920 - profesor de tactica cavaleriei la Școala de Ofițeri de Infanterie,
- 1920 - 1922 - diverse funcții de comandă la Regimentul 10 Roșiori,
- 1922 - 1925 - comandant de divizion și ajutor al comandantului Regimentul 11 Roșiori,
- 1925 - 1926 - comandant al Cercului de Recrutare Bălți,
- ianuarie 1927 - septembrie 1930 - comandant de divizion și ajutor al comandantului Regimentul 6 Roșiori,
- octombrie 1930 - august 1932 - ajutor al comandantului Regimentului 7 Călărași,
- septembrie 1932 - 1933 - Comandant al Regimentului 7 Roșiori,
- 1933 - 1935 - Comandant al Regimentului de Escortă Regală - viitorul Regiment de Gardă Călare,
- 1935 - 1938 - Brigăzii 1 Cavalerie,
- 1938 - 1940 - Comandant al Pieței București (1938 - 1940).
- septembrie 1938 - septembrie 1940 - Prefect al Prefecturii Ilfov și Primar general al Capitalei.
- august 1944 - iunie 1948 - Prefect al Poliției Capitalei și Primar general al Capitalei.

## Distincții
- Ordinul „23 August” clasa a III-a (12 august 1959) „pentru contribuția activă la întărirea regimului democrat-popular”[12]
- Ordinul „23 August” clasa a II-a (10 august 1964) „pentru merite deosebite în opera de construire a socialismului, cu prilejul celei de a XX-a aniversări a eliberării patriei”[13]